# Shiojiri
Shiojiri (japanska: 塩尻市  ?, Shiojiri-shi) är en stad i Nagano prefektur i Japan. Staden fick stadsrättigheter 1959.